# Método de Gutmann
O método de Gutmann é um algoritmo aplicado a um disco rígido, seus espaços vazios ou arquivos, de forma a apagá-los sem deixar possíveis rastros. O método criado por Peter Gutmann é constituído de uma série de 35 padrões sobre a região a ser apagada.
A seleção de padrões assume que o usuário não conhece o mecanismo de codificação utilizada pela unidade e, por isso, inclui padrões projetados a três tipos diferentes de drivers. Um usuário que sabe que tipo de codificação usado pela unidade pode escolher apenas os padrões destinados a ela. Porém, uma unidade com mecanismo de codificação diferente precisa de padrões diferentes.
A maioria dos padrões no método de Gutmann foram desenvolvidos para discos codificados em MFM/RLL. Como notado por seu criador, tais técnicas não são mais utilizados em discos modernos, tornando o método parcialmente irrelevante.
Desde 2001 algumas fabricantes de discos rígidos ATA e SATA incluíram o suporte ao padrão ATA de apagamento seguro, tornando o método de Gutmann não mais necessário ao se excluir todos os dados de um disco. Contudo um relatório de 2011 descobriu que metade das oito marcas testadas não implementavam o método corretamente.